# Chiến dịch Donbas
Chiến dịch Donbas là một chiến dịch tấn công lớn của quân đội Liên Xô trong khuôn khổ chuỗi chiến dịch Dniepr. Trong khi các Phương diện quân Trung tâm đang hoàn tất Chiến dịch Kutuzov và Phương diện quân Voronezh còn đang giành giật với Tập đoàn quân xe tăng 4 và Cụm tác chiến Kempf (Đức) từng ngôi làng, từng thị trấn trong Chiến dịch Thống soái Rumyantsev thì các Phương diện quân Tây Nam và Nam dưới sự chỉ đạo của Nguyên soái A. M. Vasilevsky đã mở chiến dịch Donbas. Bắt đầu từ ngày 13 tháng 8 do Phương diện quân Tây Nam tấn công trước, mục tiêu ban đầu của chiến dịch là thu hút một phần binh lực của Tập đoàn quân xe tăng 1 (Đức) về phía Nam, tạo điều kiện cho Phương diện quân Thảo Nguyên nhanh chóng đánh chiếm Kharkov. Đến đầu tháng 9, chiến dịch đã phát triển thành một cuộc tổng tấn công ồ ạt của cả hai Phương diện quân Tây Nam và Nam (Liên Xô) vào các tập đoàn quân xe tăng 1, 6 và 17 (Đức) trên khắp vùng Donbas và ven Biển Đen.
Chiến dịch diễn biến theo ba giai đoạn:
- Giai đoạn 1: gồm các trận tấn công của quân đội Liên Xô có tính chất địa phương để thăm dò và tạo thế tại các khu vực Zmyev, Barvenkovo trong dải hoạt động của Phương diện quân Tây Nam và trên tuyến phòng thủ của quân Đức dọc sông Mius, phía trước Phương diện quân Nam.
- Giai đoạn 2: Từ ngày 27 tháng 8, sau khi đã tập trung đầy đủ binh lực và cài thế, các phương diện quân Tây Nam và Nam đồng loạt mở các cuộc tấn công vào ba tập đoàn quân Đức, tiến về phía Tây từ 150 đến 250 km, thu hồi toàn bộ khu công nghiệp Donbas và vùng nông nghiệp Bắc Donets.[3]
- Giai đoạn 3: từ ngày 15 tháng 9, các tập đoàn quân Liên Xô tiếp tục phát huy chiến quả và tiến về phía Tây, Phương diện quân Tây Nam tiến đến bờ tả ngạn sông Dniepr ngày 22 tháng 9. Phương diện quân Nam tạm dừng lại trước tuyến sông Molochnaya ngày 24 tháng 9.[4]

Ngày 22 tháng 9, chiến dịch kết thúc. Quân đội Liên Xô thu hồi toàn bộ vùng Donbas. Phương diện quân Tây Nam chuẩn bị cuộc vượt sông Dniepr mở Chiến dịch Dniepropetrovsk để phối hợp với Phương diện quân Tây Nam cũng chuẩn bị vượt sông mở Chiến dịch Znamenka-Krivoy Rog. Phương diện quân Nam chuẩn bị mở Chiến dịch Nizhni Dnieprovsk nhằm thu hồi vùng hạ lưu sông Dniepr và cô lập Tập đoàn quân 17 (Đức) tại bán đảo Krym.

## Bối cảnh

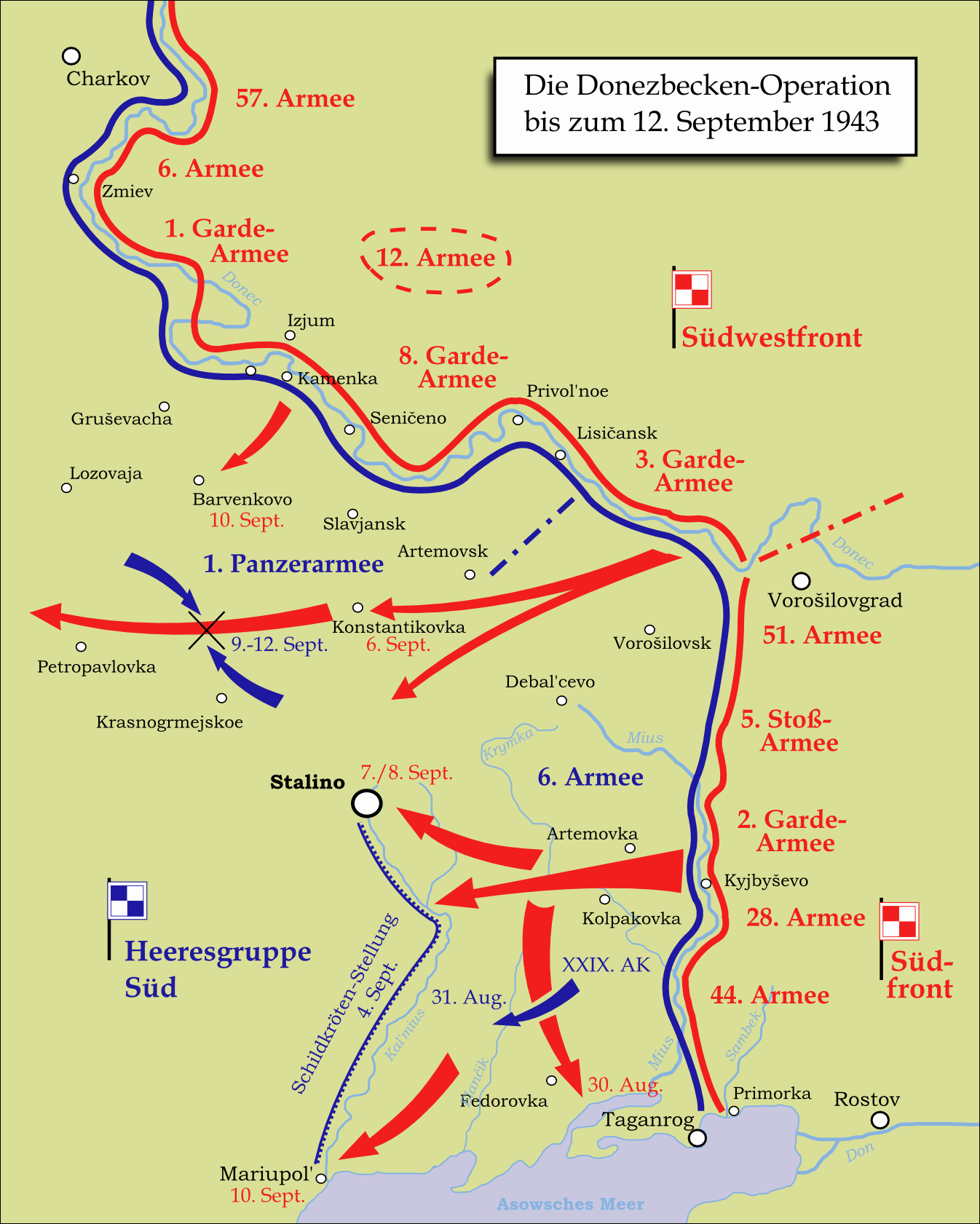
Lược đồ mô tả cuộc tấn công của Quân đội Liên Xô tại Donbas mùa thu năm 1943

Sau thất bại nặng nề ở trận Kursk, đầu tháng 8 năm 1943, quân đội Đức Quốc xã không những không giữ nổi các vị trí đã đoạt được hồi đầu mùa hè năm 1943 mà tiếp tục phải rút lui trước các cuộc phản công mạnh mẽ của quân đội Liên Xô ở phía Nam vòng cung Kursk. Chiến dịch Thống soái Rumyantsev do các phương diện quân Voronezh và Thảo Nguyên (Liên Xô) tiến hành đã đặt cụm quân Đức tại khu vực Kharkov vào tình thế nguy hiểm. Để ngăn chặn đà công kích của quân đội Liên Xô, thống chế Erich von Manstein buộc phải rút bới một số binh đoàn xe tăng, thiết giáp từ phòng tuyến sông Mius, điều lên khu vực Kharkov. Tập đoàn quân xe tăng 1 (Đức) ở khu vực Donbas cũng bị rút bớt một số lực lượng, chỉ còn lại Quân đoàn xe tăng 57 là đơn vị cơ động mạnh nhất. Trên mặt trận vùng Donbas, bắt đầu xuất hiện những tình thế có lợi cho quân đội Liên Xô. Tuy nhiên, cụm quân Đức tại Donbas vẫn chiếm giữ những vị trí khá thuận lợi cho phòng thủ gồm tuyến sông Mius do Tập đoàn quân 6 trấn giữ; tuyến sông Bắc Donets do Tập đoàn quân xe tăng 1 bố trí phòng ngự.
Địa hình khu vực Donbas gồm ba khu vực chủ yếu. Phía Bắc là dãy đồi thấp thoải dần về đồng bằng hạ lưu sông Dniepr ở phía Tây. Phía Đông Nam là vùng bán sơn địa với những dải núi đất cao không quá 350 m. Hai con sông Bắc Donets và Mius tạo thành các chướng ngại thiên nhiên trên hướng Tây Bắc - Đông Nam ở khu Bắc Donets và Bắc Nam ở khu Nam Donbas. Hồi mùa hè năm 1942, Tập đoàn quân xe tăng 1 và Tập đoàn quân 17 (Đức) đã dễ dàng mở các cuộc đột kích sâu bằng xe tăng, đánh chiếm toàn bộ vùng Donbas, phát triển đến sông Volga và Kavkaz. Cuối năm 1943, cũng là hai tập đoàn quân này cùng với Tập đoàn quân 6 (tái lập từ hầu hết các đơn vị của Cụm tác chiến Hollidt) đang phòng thủ khu vực mà họ đã đi qua hơn một năm trước đó. Nhưng hè thu năm 1943 đã khác với hè thu năm 1942, quân đội Liên Xô đang chiếm ưu thế về binh lực và nắm quyền chủ động chiến lược trên toàn mặt trận Xô-Đức.

## Binh lực và kế hoạch

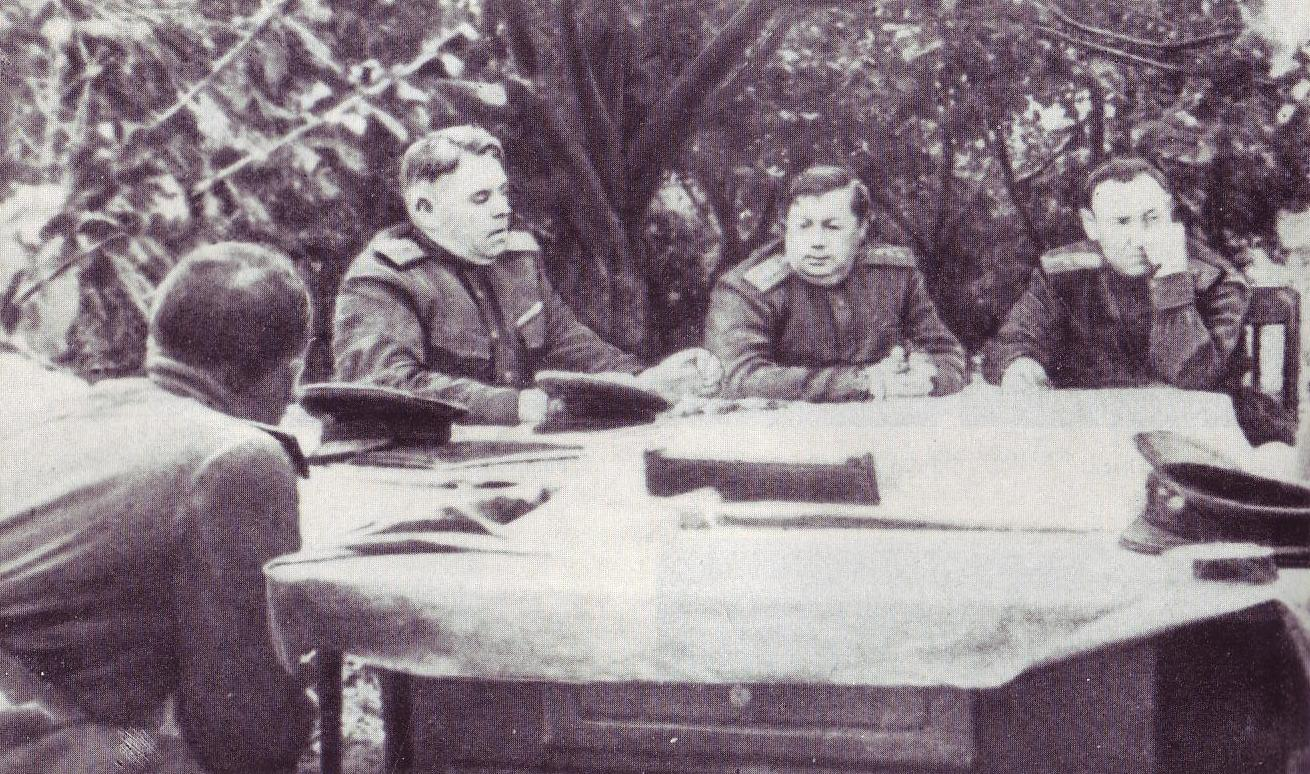
Nguyên soái Liên Xô A. M. Vasilevsky, Thượng tướng F. I. Tolbukhin và trung tướng S. S. Biryuzov bàn kế hoạch chiến dịch Donbas 1943

### Quân đội Liên Xô
- Phương diện quân Tây Nam, từ ngày 20 tháng 10 năm 1943 là Phương diện quân Ukraina 2 do đại tướng R. Ya. Malinovsky chỉ huy, trong đội hình có 5 tập đoàn quân bộ binh (trong đó có 3 tập đoàn quân cận vệ) và 1 tập đoàn quân không quân:
  - Tập đoàn quân 46 của trung tướng V. V. Glagolev, trong biên chế có 6 sư đoàn bộ binh, 3 trung đoàn cơ giới, 1 lữ đoàn và 4 trung đoàn pháo binh, 2 trung đoàn súng cối, 1 sư đoàn phòng không.
  - Tập đoàn quân cận vệ 1 của thượng tướng V. I. Kuznetsov, trong biên chế có 9 sư đoàn bộ binh, 1 lữ đoàn xe tăng, 1 trung đoàn cơ giới, 1 sư đoàn và 4 trung đoàn pháo binh, 1 lữ đoàn và 1 trung đoàn súng cối, 1 sư đoàn và 1 trung đoàn phòng không.
  - Tập đoàn quân 6 (gồm cả tập đoàn quân 12 sáp nhập) của trung tướng I. T. Slemin, trong biên chế có 9 sư đoàn bộ binh, 1 sư đoàn và 2 trung đoàn cơ giới, 3 trung đoàn pháo binh, 1 trung đoàn súng cối, 1 trung đoàn phòng không.
  - Tập đoàn quân cận vệ 8 của thượng tướng V. I. Chuikov, trong biên chế có 9 sư đoàn bộ binh, 1 lữ đoàn và 1 trung đoàn xe tăng, 1 trung đoàn pháo tự hành, 4 trung đoàn cơ giới, 1 sư đoàn, 3 lữ đoàn và 4 trung đoàn pháo binh, 3 trung đoàn súng cối, 1 sư đoàn và 2 trung đoàn phòng không.
  - Tập đoàn quân cận vệ 3 của trung tướng D. D. Lelyutsenko, trong biên chế có 10 sư đoàn bộ binh, 5 lữ đoàn xe tăng, 5 lữ đoàn cơ giới, 4 trung đoàn pháo tự hành, 2 sư đoàn, 1 lữ đoàn và 5 trung đoàn pháo binh, 4 trung đoàn súng cối, 1 sư đoàn và 3 trung đoàn phòng không.
  - Tập đoàn quân không quân 17 của thượng tướng V. S. Sudets có 760 máy bay.[8]
- Phương diện quân Nam, từ ngày 20 tháng 10 năm 1943 là Phương diện quân Ukraina 3 do thượng tướng F. I. Tonbukhin chỉ huy, trong đội hình có 5 tập đoàn quân bộ binh và 1 tập đoàn quân không quân:
  - Tập đoàn quân 51 của trung tướng Ya. G. Kreyzer, trong biên chế có 10 sư đoàn bộ binh, 1 lữ đoàn xe tăng, 2 trung đoàn cơ giới, 1 sư đoàn và 7 trung đoàn pháo binh, 1 trung đoàn súng cối, 2 sư đoàn và 1 trung đoàn phòng không.
  - Tập đoàn quân cận vệ 2 của trung tướng G. F. Zakharov, trong biên chế có 7 sư đoàn bộ binh, 1 trung đoàn cơ giới, 2 trung đoàn pháo binh, 1 trung đoàn súng cối và 1 trung đoàn phòng không.
  - Tập đoàn quân xung kích 5 của thượng tướng V. D. Tsvetayev, trong biên chế có 5 sư đoàn bộ binh, 1 lữ đoàn và 1 trung đoàn xe tăng, 1 trung đoàn cơ giới, 1 lữ đoàn và 3 trung đoàn pháo binh, 2 trung đoàn súng cối, 2 trung đoàn phòng không.
  - Tập đoàn quân 28 của thiếu tướng A. N. Melnikov, trong biên chế có 7 sư đoàn bộ binh, 1 trung đoàn cơ giới, 3 lữ đoàn và 4 trung đoàn pháo binh, 1 trung đoàn súng cối, 1 trung đoàn phòng không.
  - Tập đoàn quân 44 của thiếu tướng V. A. Khomenko, trong biên chế có 3 sư đoàn bộ binh, 3 sư đoàn kỵ binh, 1 lữ đoàn và 1 trung đoàn cơ giới, 1 trung đoàn pháo tự hành, 1 lữ đoàn và 2 trung đoàn pháo binh, 1 lữ đoàn và 1 trung đoàn súng cối, 2 trung đoàn phòng không.
  - Tập đoàn quân không quân 8 của trung tướng T. T. Khryukin có 640 máy bay.[9]

Toàn bộ các Phương diện quân Tây Nam và Nam (Liên Xô) được đặt dưới quyền chỉ đạo phối hợp của Nguyên soái A. Vasilevsky, đại diện Bộ Tổng tư lệnh quân đội Liên Xô. Ý đồ ban đầu của tướng R. Ya. Malinovsky dùng đòn đột kích của Tập đoàn quân 12 được tăng cường Quân đoàn xe tăng 23 và Quân đoàn cơ giới cận vệ 1 tấn công từ Izyum vào khu vực Barvenkovo - Kramatorsk đã không thành công khi thực hiện. Ngày 18 tháng 8, Tập đoàn quân xe tăng 1 (Đức) đã chặn được cánh quân xung kích của quân đội Liên Xô trước cửa ngõ Barvenkovo. Tập đoàn quân 12 bị thiệt hại nặng và bị giải thể. Số quân còn lại sáp nhập vào Tập đoàn quân 6. Quân đoàn xe tăng 23 và Quân đoàn cơ giới cận vệ 1 được điều sang dải hoạt động của Tập đoàn quân cận vệ 3. Ngày 1 tháng 9, với lực lượng được tăng cường, Bộ tư lệnh Phương diện quân lấy Tập đoàn quân cận vệ 3 làm chủ công trong chiến dịch, phối hợp với các tập đoàn quân 51, xung kích 5 và cận vệ 2 của Phương diện quân Nam giải phóng Stalino (nay là Donetsk), mục tiêu quan trọng nhất của chiến dịch, sau đó, tiến ra bờ sông Dniepr. Phương diện quân Nam cũng phải tiến hành một chiến dịch đệm ở tuyến sông Mius, phá vỡ tuyến phòng ngự của Tập đoàn quân 6 (Đức) trên tuyến sông này, đánh chiếm Taganrog, Amvrosyevka và Kuteynikovo làm bàn đạp để tấn công Donetsk và tiếp tục phát triển đến tuyến sông Molochnaya.

### Quân đội Đức Quốc xã
Cánh Nam của Cụm tập đoàn quân Nam (Đức) hoạt động tại khu vực Donbas và các tuyến sông Mius, Molochnaya gồm Tập đoàn quân xe tăng 1 và Tập đoàn quân 6 (tái lập). Cuối chiến dịch, thống chế Erich von Manstein điều động Quân đoàn bộ binh 44 của Tập đoàn quân 17 (Đức) đang đóng ở Krym tăng cường cho Tập đoàn quân 6 để ngăn chặn đà tiến công của Quân đội Liên Xô trên tuyến sông Molochnaya.
- Tập đoàn quân xe tăng 1 do trung tướng Eberhard von Mackensen chỉ huy, đội hình gồm có:
  - Quân đoàn xe tăng 57 của tướng Hans-Karl Freiherr von Esebeck, trong biên chế có 3 sư đoàn xe tăng và 4 sư đoàn bộ binh
  - Quân đoàn xe tăng 40 của tướng Gotthard Heinrici, trong biên chế có 2 sư đoàn xe tăng, 1 sư đoàn cơ giới và 4 sư đoàn bộ binh. Ngày 20 tháng 8, sau khi chặn được Tập đoàn quân 12 của quân đội Liên Xô tại Barvenkovo, các sư đoàn xe tăng 10, 17 và sư đoàn cơ giới 16 được điều động cho Tập đoàn quân 8, Quân đoàn xe tăng 40 chuyển thành quân đoàn bộ binh với 4 sư đoàn bộ binh.
  - Quân đoàn bộ binh 30 của tướng Maximilian Fretter-Pico, trong biên chế có 5 sư đoàn bộ binh.
- Tập đoàn quân 6 (tái lập) của tướng Karl-Adolf Hollidt, đội hình gồm có:
  - Quân đoàn bộ binh 14 (tái lập) của tướng Friedrich Mieth, trong biên chế có 4 sư đoàn bộ binh, 1 sư đoàn xe tăng, 1 sư đoàn và 4 trung đoàn pháo binh, 2 trung đoàn phòng không.
  - Quân đoàn bộ binh 29 của tướng Erich Brandenberger, trong biên chế có 4 sư đoàn bộ binh, 1 sư đoàn đổ bộ đường không, 2 trung đoàn và 2 sư đoàn pháo binh, 1 trung đoàn phòng không.
- Tập đoàn quân 17 do tướng Erwin Jaenecke chỉ huy, có một quân đoàn tham gia chiến dịch:
  - Quân đoàn bộ binh 44 của tướng Friedrich Köchling, trong biên chế có 5 sư đoàn bộ binh (2 Đức và 3 Romania), 2 sư đoàn kỵ binh (1 Đức và 1 Romania), 1 sư đoàn và 1 trung đoàn pháo binh, 1 trung đoàn phòng không.
- Tập đoàn quân không quân 4 của thượng tướng Wolfram von Richthofen có khoảng 1.100 máy bay.

## Diễn biến chiến sự

### Tại Zmyev và Barvenkovo

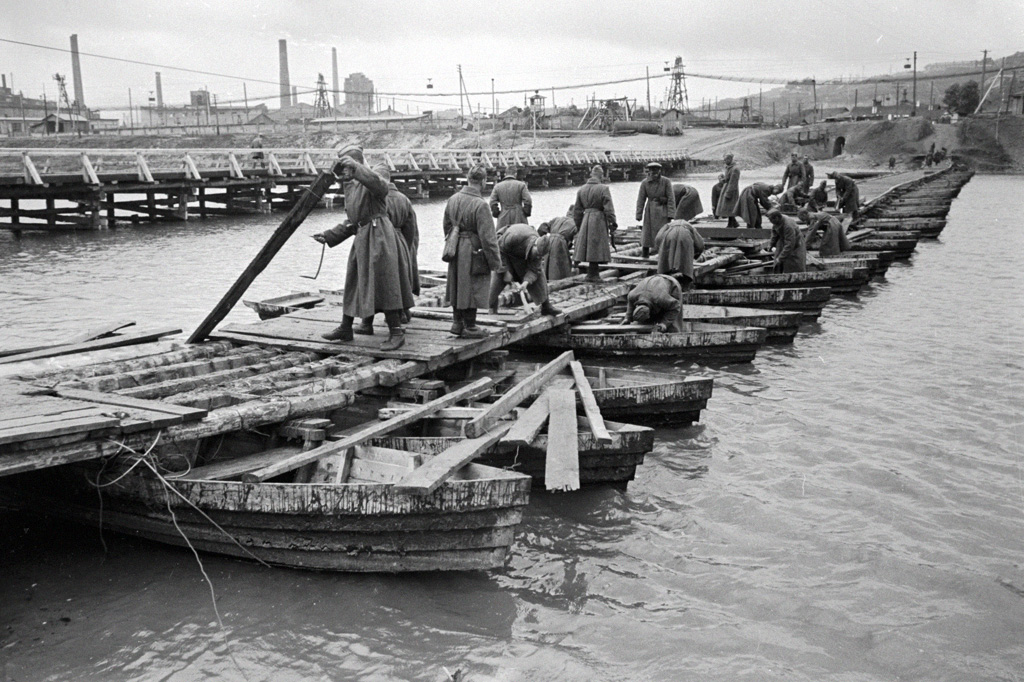
Công binh Liên Xô bắc cầu phao qua sông Bắc Donyets cho các phương tiện nặng vượt qua

Ngày 13 tháng 8, Tập đoàn quân 46 phối hợp với cánh trái của Tập đoàn quân 57 (Phương diện quân Voronezh) tấn công cụm phòng thủ Zmyevka do các sư đoàn bộ binh 153 và 255 (Đức) đóng giữ. Tướng Franz Mattenklot đưa hai trung đoàn xe tăng của Sư đoàn xe tăng 13 từ Merefa phản kích vào sườn phải của Tập đoàn quân 46 và chặn đứng cuộc tấn công, hất Tập đoàn quân 46 (Liên Xô) trở lại tả ngạn sông Bắc Donets. Ngày 18 tháng 8, nguyên soái A. M. Vasilevsky đến sở chỉ huy của tướng V. V. Glagolev đích thân chỉ huy cuộc công kích Zmievka lần thứ hai nhưng Tập đoàn quân 46 (Liên Xô) vẫn không hạ được Zmyevka trong hành tiến. Trận tấn công Zmyevka biến thành một trận đánh công kiên ác liệt. Đến ngày 24 tháng 8, Quân đoàn xe tăng 29 thuộc Tập đoàn quân xe tăng cận vệ 5 (Liên Xô) sau khi chiếm Kharkov đã mở cuộc đột kích vào Merefa, uy hiếp phía sau lưng Quân đoàn bộ binh 42 (Đức), buộc tướng Franz Mattenklot phải điều hai trung đoàn xe tăng trở lại phía Bắc phối hợp với Sư đoàn xe tăng "Wiking" (được tổ chức lại từ Sư đoàn cơ giới SS "Wiking") phản đột kích ngăn chặn xe tăng Liên Xô. Ngày 26 tháng 8, Tập đoàn quân 46 làm chủ khu phòng ngự Zmyevka. Sư đoàn bộ binh 255 (Đức) bị tiêu diệt, sư đoàn bộ binh 153 bị thiệt hại nặng. Cụm phòng ngự Zmyevka trở thành bàn đạp tấn công phía Bắc của Phương diện quân Tây Nam trên hữu ngạn sông Bắc Donets.
Ở trung lưu sông Bắc Donets, ngày 14 tháng 8, Tập đoàn quân 12 được tăng cường Quân đoàn xe tăng 23 và Quân đoàn cơ giới cận vệ 1 đã từ đầu cầu Izyum mở cuộc vượt sông tấn công Barvenkovo. Quân đoàn xe tăng 40 (Đức) tổ chức phòng ngự vững chắc dọc theo con đường sắt Barvenkovo - Slavyansk, ngăn chặn Tập đoàn quân 12. Ở cánh phải, do sự thụ động của Tập đoàn quân 6 (Liên Xô), Quân đoàn xe tăng 57 (Đức) đã mở mũi phản kích vào sườn phải cánh quân xung kích của quân đội Liên Xô, buộc Quân đoàn xe tăng 23 và Quân đoàn cơ giới cận vệ 1 phải xoay chính diện sang phía Tây Bắc để đối phó. Không được sự yểm hộ của xe tăng, các sư đoàn bộ binh của Tập đoàn quân 12 bị đánh thiệt hại nặng và đến ngày 18 tháng 8 đã phải dừng cuộc tấn công. I. V. Stalin quở trách kịch liệt Bộ tư lệnh Phương diện quân Tây Nam đã để cho Tập đoàn quân 12 cùng hai quân đoàn xe tăng, cơ giới hoạt động rời rạc và biệt lập, dẫn đến thất lợi. Ngày 19 tháng 8, tướng R. Ya. Malinovsky được phép bố trí lại lực lượng. Tập đoàn quân 12 bị giải thể, các sư đoàn của nó được 
chuyển giao cho Tập đoàn quân 6. Tướng A. I. Danilov bị gọi về Đại bản doanh. Các quân đoàn xe tăng 23 và cơ giới cận vệ 1 được rút ra khỏi trận đánh và điều động sang dải hoạt động của Tập đoàn quân cận vệ 3, nơi tướng R. Ya. Malinovsky dự định bắt đầu một chiến dịch mới vào ngày 27 tháng 8 sau khi đã tăng cường cho Tập đoàn quân cận vệ 3.

### Trên tuyến sông Mius

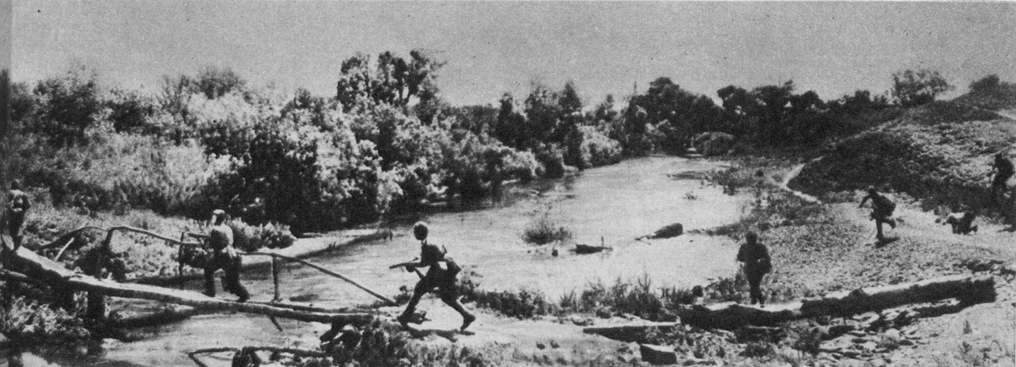
Quân đội Liên Xô tiến công vựot sông Mius, mùa hè năm 1943

Tại Phương diện quân Nam, ngày 18 tháng 8, tướng F. I. Tonbukhin đã cho tập trung hơn 5.000 khẩu pháo và súng cối dọc phòng tuyến sông Mius của Tập đoàn quân 6 (Đức). Riêng trên địa đoạn đột phá của Tập đoàn quân xung kích 5 và Tập đoàn quân cận vệ 2 ở phía trước Kubyshevo đã tập trung trên 2.000 khẩu với mật độ khoảng 200 khẩu trên 1 km chính diện đột phá. Các quân đoàn cơ giới cận vệ 2 và 4 cũng được tập trung tại đây. Đêm 18 rạng ngày 19 tháng 8, sau trận pháo kích chuẩn bị kéo dài gần một giờ, các tập đoàn quân xung kích 5 và cận vệ 2 đồng loạt vượt sông đánh chiếm các đầu cầu trên hữu ngạn sông Mius. 5 giờ sáng 19 tháng 8, 5 cây cầu phao đã được bắc qua sông Mius ở phía Bắc và phía Nam Kubyshevo. Các quân đoàn cơ giới cận vệ 2 và 4 đồng loạt vượt sông mở đường cho chủ lực các tập đoàn quân xung kích 5 và cận vệ 2 tấn công Kuteynikovo và Amvrosyevka. Phía Nam Kubyshevo, Tập đoàn quân 28 được tăng cường Quân đoàn kỵ binh cận vệ 4 cũng vượt sông Mius thành công. Ngày 22 tháng 9, tướng Friedrich Mieth tung sư đoàn xe tăng 24 (Đức) từ Stalino (nay là Donetsk) phản kích và chặn được Quân đoàn cơ giới cận vệ 4 (Liên Xô) ở phía tây Kuteynikovo nhưng thị trấn này đã nằm trong tay Tập đoàn quân xung kích 5. Ngày 23 tháng 8 đến lượt Amvrosyevka bị Tập đoàn quân cận vệ 2 (Liên Xô) đánh chiếm. Ngày 25 tháng 8, Quân đoàn kỵ binh cận vệ 2 và Quân đoàn cơ giới cận vệ 2 mở một đòn vu hồi sâu từ Amvrosyevka qua Latonovo xuống phía Nam đến cửa sông Mius. Phân hạm đội Azov cũng chuyên chở 2 sư đoàn bộ binh của Tập đoàn quân 44 đổ bộ lên Tây Nam Taganrog, phối hợp với chủ lực tập đoàn quân 44 vượt sông Mius tấn công từ phía Đông. Tướng Friedrich Mieth ném sư đoàn dù số 5 xuống phía Tây Taganrog nhưng sư đoàn này đã không thể tiếp cận thành phố, phải vừa đánh, vừa rút về tuyến sông Kalmius. Ngày 24 tháng 8, Quân đoàn bộ binh 29 (Đức) bị đánh thiệt hại nặng, phải rút bỏ Taganrog chạy về phía Tây sông Kalmius và bị kỵ binh cơ giới Liên Xô tập kích liên tục trên dọc đường từ Tagangog về Mariupol. Phương diện quân Nam (Liên Xô) đã vượt qua phòng tuyến Mius kiên cố của Tập đoàn quân 6 (Đức) và tiến ra tuyến sông Kalmius, chuẩn bị mở tiếp chiến dịch Mariupol ngay đầu tháng 9 năm 1943. Việc Tập đoàn quân 6 (Đức) để mất khu vực phía Tây sông Mius đã làm cho Tập đoàn quân xe tăng 1 (Đức) tại Donbas bị hở sườn ở phía Nam.

### Donbas và Bắc Donets

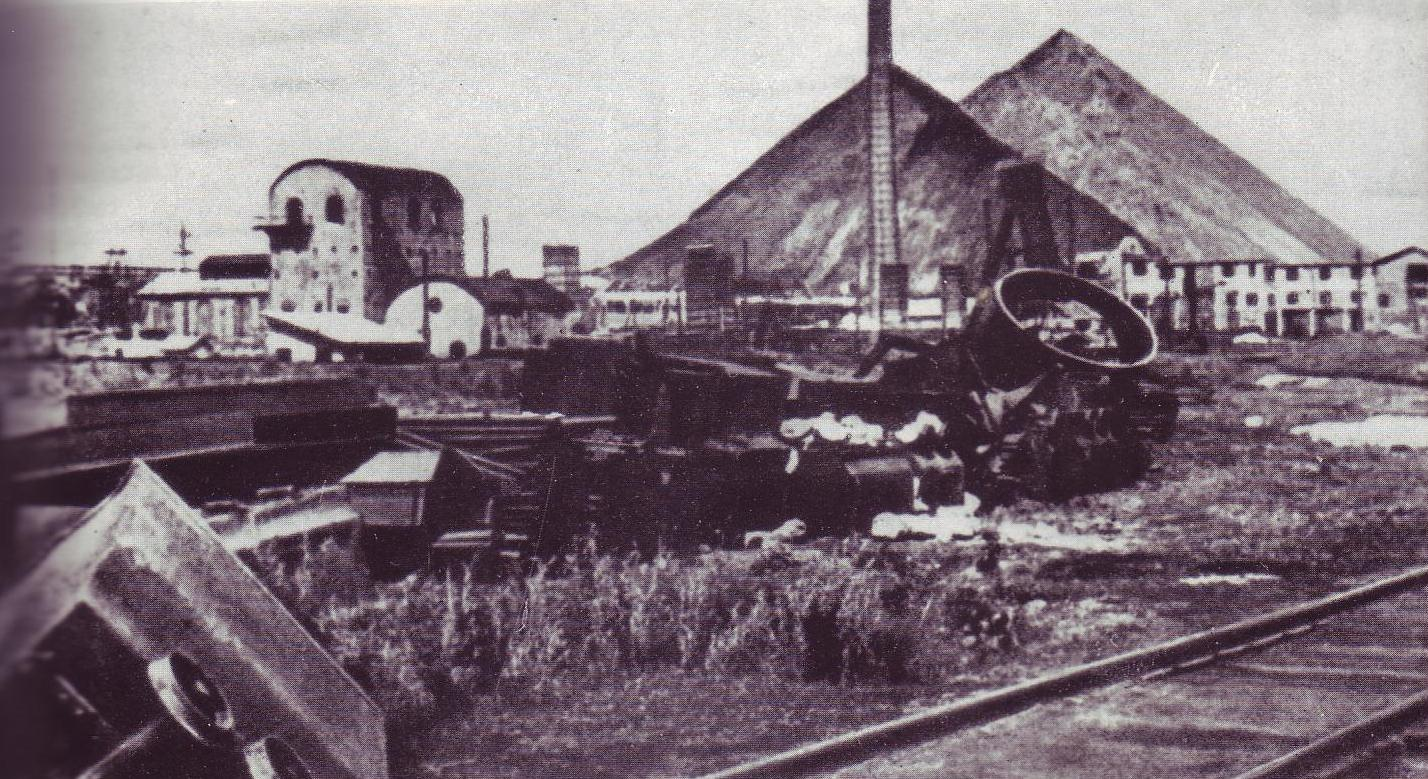
Các nhà máy công nghiệp bị quân Đức phá hủy khi buộc phải rút khỏi Donbas, mùa hè năm 1943

Từ sau chiến dịch Donets, Tập đoàn quân cận vệ 3 (Liên Xô) được tăng cường binh lực, vũ khí và trở thành một tập đoàn quân mạnh nhất của Phương diện quân Tây Nam khi đó. Nó không chỉ bao gồm 3 quân đoàn bộ binh mà còn có thêm Quân đoàn xe tăng 19 và Quân đoàn cơ giới cận vệ 4 (Tatsinskaya). Vì lợi ích của toàn bộ chiến dịch, ngày 17 tháng 8, Bộ Tổng tư lệnh quân đội Liên Xô ra lệnh chuyển giao toàn bộ Quân đoàn cơ giới cận vệ 4 của Tập đoàn quân cận vệ 3 cho Phương diện quân Nam. Tập đoàn quân cận vệ 3 được bổ sung thêm Quân đoàn xe tăng 23 và Quân đoàn cơ giới cận vệ 1 được điều từ hướng Barvenkovo đến bàn đạp Lisichansk. Các sư đoàn pháo binh trực thuộc Phương diện quân và Tập đoàn quân không quân 17 đã dành toàn bộ vũ khí và phương tiện yểm hộ cuộc tấn công này.
5 giờ sáng 27 tháng 8, các cuộc pháo kích và oanh tạc của Phương diện quân Tây Nam đã trút xuống dải phòng ngự của Quân đoàn bộ binh 4 (Đức) từ Lisichansk đến Pervomaysk hơn 5.000 quả đạn pháo và hàng trăm tấn bom. 6 giờ sáng, các Quân đoàn xe tăng 19 và 23 từ bàn đạp Lisichansk phát động tấn công dọc theo con đường sắt Lisichansk đi Gorklovka. Các Quân đoàn bộ binh 32 và 37 tấn công từ Krasnaya Liman vào phía Nam Kramatorsk. Sau khi cắt đứt đường bộ Kramatorsk - Enakyevo, Quân đoàn xe tăng 19 vòng sang phía Tây tiến về Amvrosyevka, Quân đoàn xe tăng 23 rẽ xuống phía Nam tiến về Gorlovka.
9 giờ sáng 27 tháng 8, Adolf Hitler triệu tập thống chế Erich von Manstein đến sở chỉ huy tiền phương mặt trận phía Đông tại Vinitsa. Tại đây, Manstein cho Hitler biết con số tử vong trong một tháng qua của Cụm tập đoàn quân đã lên đến 133.000 quân nhưng chỉ nhận được 33.000 quân thay thế. Các tập đoàn quân 6 và xe tăng 1 sẽ không thể giữ được Donbas nếu các tập đoàn quân 8 và xe tăng 4 không thể giữ được Poltava. Manstein đặt ra cho Hitler hai sự lựa chọn:
| “                     | *Hoặc là tăng viện ngay cho Cụm tập đoàn quân Nam ít nhất 12 sư đoàn, lấy ở những đoạn mặt trận yên tĩnh hơn. *Hoặc là bỏ Donbas để thu hẹp chính diện mặt trận, lùi về sông Dniepr. | ” |
| — Erich von Manstein, | |   |

Hitler hứa sẽ tăng viện nhưng chỉ ngay ngày hôm sau, tất cả mọi sự kiện đều cho thấy Hitler không thể thực hiện lời hứa đó. Thống chế Günther von Kluge báo cáo với Hitler rằng Cụm tập đoàn quân Trung tâm đang phải chống trả các cuộc tấn công rất mạnh của quân đội Liên Xô trên toàn tuyến mặt trận nên không thể rút đi bất kỳ một sư đoàn nào. Thống chế Georg von Küchler, tư lệnh Cụm tập đoàn quân Bắc (Đức) cũng có câu trả lời tương tự.

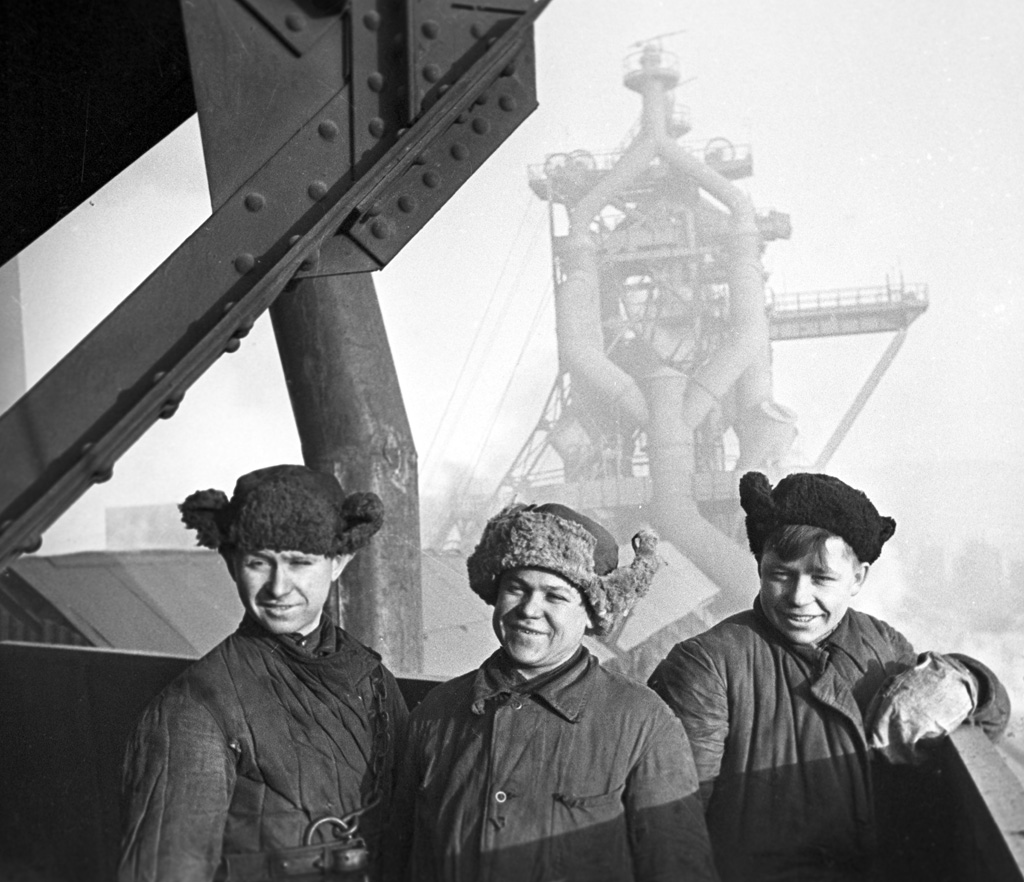
Sau khi được giải phóng, các công nhân Liên Xô khôi phục nhà máy thép Magnitogorsk, năm 1943

Ngày 29 tháng 8, tướng D. D. Lelyushenko tung Quân đoàn cơ giới cận vệ 1 vào dải tấn công của Quân đoàn bộ binh 32 và đích thân chỉ huy quân đoàn này đột phá lên hướng Tây Bắc. Được xe tăng mở đường, bộ binh Liên Xô cắt đứt đường sắt Kramatorsk - Gorlovka, đánh chiếm Kramatorsk và vu hồi tuyến phòng thủ Barvenkovo - Slavyansk từ phía sau, Quân đoàn bộ binh 40 (Đức) bị thiệt hại nặng, phải rút về tuyến sông Semara và bị Tập đoàn quân cận vệ 8 (Liên Xô) truy đuổi sát gót. Ngày 31 tháng 8, Quân đoàn xe tăng 19 và Quân đoàn bộ binh 37 đánh chiếm Amvrosyevka, đánh tan Sư đoàn bộ binh 387 (Đức) và Sư đoàn bộ binh 12 Romania. Tướng Maximilian Fretter-Pico phải rút ba sư đoàn còn lại về giữ Kostantinovka. Ngày 1 tháng 9, Lữ đoàn xe tăng 32 và Lữ đoàn cơ giới cận vệ 5 được đưa vào dải hoạt động của Quân đoàn xe tăng 23 để tăng tốc độ tấn công. Ngày 2 tháng 9, Quân đoàn xe tăng 23 chiếm Nikitovka. Ngày 3 tháng 9 Tập đoàn quân 51 (Liên Xô) tấn công từ Stepanovka vào các vị trí phòng phủ của Quân đoàn 17 (Đức), vượt sông Krynka tiến sang; đánh thiệt hại nặng Quân đoàn bộ binh 14 (Đức) đang phòng ngự dọc theo con đường sắt Voroshilovgrad - Stalino; chiếm Pervomaysk, Kalynovka, Voroshilovsk (Alchevs'k), Debalsevo, Enakyevo.
Ngày 4 tháng 9, tướng Karl-Adolf Hollidt cố gắng thu thập tàn quân của Quân đoàn 14 và Quân đoàn 17 tổ chức tuyến phòng ngự lâm thời dọc theo con đường sắt Gorlovka - Ilovaysk và dọc theo sông Kalmius. Ngày 5 tháng 9, ở phía Nam Donetsk, Tập đoàn quân cận vệ 2 chọc thủng tuyến phòng ngự Kalmius của quân Đức và tiến nhanh về Volnovakha. Ngày 6 tháng 9, từ phía Bắc, Quân đoàn xe tăng 23 và Quân đoàn bộ binh cận vệ 34 đánh chiếm Gorlovka. Xe tăng Liên Xô tiến xuống phía Nam, thẳng hướng Donetsk. Ngày 7 tháng 9, Tập đoàn quân 51 (Liên Xô) đánh chiếm Ilovaysk, vu hồi Donetsk từ phía Nam, Quân đoàn xe tăng 23 và Quân đoàn bộ binh cận vệ 34 đánh chiếm Makeevka, vu hồi Donetsk từ phía Bắc. Ngày 8 tháng 9, Xe tăng Liên Xô tràn vào Donetsk. Tướng Karl-Adolf Hollidt kéo quân chạy về phía sông Dniepr qua ngả Kostantinovka.
Ở phía Bắc Donbas, từ ngày 2 đến ngày 10 tháng 9, Tập đoàn quân 46 và tập đoàn quân cận vệ 1 mở cuộc tấn công từ bàn đạp Zmyevka, đẩy lùi Quân đoàn bộ binh 42 (Đức) về Krasnograd. Tập đoàn quân 6 từ bàn đạp Izyum mở lại cuộc tấn công đánh chiếm Barvenkovo, tiến sang phía Tây dọc theo đường sắt, áp sát Lozovaya. Ở phía Nam, ngày 8 tháng 9, Tập đoàn quân xung kích 5 vượt sông Kalmius tiến về Osipenko. Tập đoàn quân cận vệ 2 tiếp tục tấn công dọc theo đường sắt Volnovakha - Bolshoy Tokmak, áp sát Polohy. Tập đoàn quân 28 và Tập đoàn quân 44 tiến dọc theo bờ bắc vịnh Taganrog, đuổi theo tàn quân của Quân đoàn bộ binh 29 (Đức) đang co cụm về Mariupol. Ngày 10 tháng 9, quân đội Liên Xô giải phóng Mariupol. Tàn quân Đức cướp thuyền đánh cá của dân chạy về Krym nhưng phần lớn đều bị các tàu chiến của Phân hạm đội Azov bắn chìm.

### Dniepr và Molochnaya

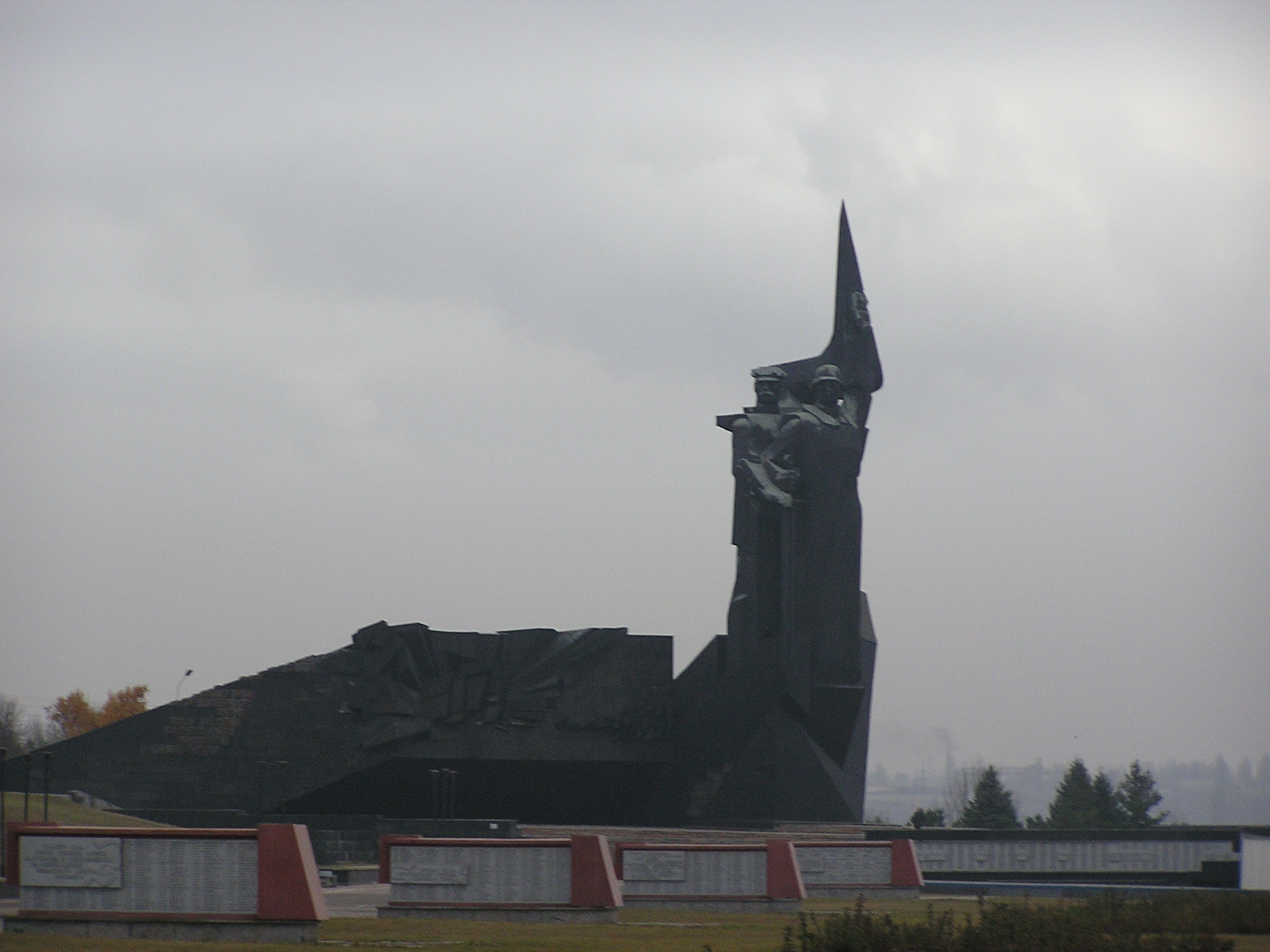
Tượng đài kỷ niệm giải phóng Donbas ở công viên Komsomol (Donetsk)

Trong các ngày 11 và 12 tháng 9, tướng Eberhard von Mackensen rút Quân đoàn bộ binh 40 về phía sau, kéo Quân đoàn xe tăng 57 về tuyến sông Orel. Từ hai hướng Bắc - Nam, hai quân đoàn này đã tổ chức phản kích vào hai bên sườn Tập đoàn quân 6 (Liên Xô) đang tấn công vào Lozovaya, đánh thiệt hại nặng Quân đoàn bộ binh 67 và Sư đoàn cơ giới cận vệ 1. Tướng R. Ya. Malinovsky đưa Tập đoàn quân cận vệ 8 từ thê đội dự bị vào thay thế Tập đoàn quân 6 trên hướng Lozovaya, đẩy lùi các cuộc phản kích của hai quân đoàn Đức. Trong hai ngày này, hầu như toàn bộ máy bay chiến đấu của Tập đoàn quân không quân 17 được dành để ngăn chặn các đợt công kích bằng xe tăng của Quân đoàn xe tăng 57 (Đức) trước cửa ngõ Lozovaya, nơi có ngã từ đường sắt quan trọng nối với Krasnograd và Zmyev ở phía Bắc, với Slavyansk ở phía Đông và Zaporozhe ở phía Nam. Chính diện của Tập đoàn quân 6 chuyển xuống phía Nam đến sông Samara, siết chặt sườn trái với sườn phải của Tập đoàn quân cận vệ 3 lúc này đã vượt qua đầu mối đường sắt Krasnoyarmeyskoye, chiếm Shevchenko và tấn công theo hướng đến Vasilkovka.
Cuộc phản công của Tập đoàn quân xe tăng 1 (Đức) bị chặn đứng ngày 14 tháng 9 khi tướng R. Ya. Malinovsky điều động Quân đoàn bộ binh 33 là lực lượng dự bị cuối cùng của Phương diện quân Tây Nam cho Tập đoàn quân cận vệ 3. Ngày 15 tháng 9, Quân đội Liên Xô tiếp tục tấn công và đưa mặt trận vượt qua tuyến Lozovaya, Chaplino, Gulyaypolye. Đến lúc này, Bộ Tư lệnh cụm tập đoàn quân Nam (Đức) đã mất hết hy vọng lấy lại Donbas và bắt đầu rút quân để tổ chức tuyến phòng ngự mới dọc theo sông Molochnaya từ Synelnykove qua Polohy đến Melitopol. Ngày 16 tháng 9, nguyên soái A. M. Vailevsky ra lệnh đưa Quân đoàn cơ giới cận vệ 4 và Quân đoàn kỵ binh cận vệ 4 lên phía trước nhưng các cố gắng vượt sông Molochnaya để đánh chiếm Melitopol trong hành tiến của Phương diện quân Nam đều không thành công. Phương diện quân Nam phải dừng lại ở tả ngạn sông Molochnaya để chuẩn bị chiến dịch mới nhằm vào hạ lưu sông Dniepr.
Ở trung lưu sông Dniepr, Phương diện quân Tây Nam (Liên Xô) mở cuộc truy kích Tập đoàn quân xe tăng 1 (Đức) đang rút về tuyến sông cũng bị chặn lại tại hai khu vực Zaporozhe và Dniepropetrovsk. Chỉ sau khi Phương diện quân Thảo nguyên đánh chiếm Poltava ngày 23 tháng 9, Phương diện quân Tây Nam mới được che kín sườn phải và tiếp tục tấn công. Ngày 30 tháng 9, 5 tập đoàn quân của Phương diện quân Tây Nam tiếp cận bờ Đông sông Dniepr. Trong ngày 30 tháng 9, Tập đoàn quân cận vệ 8 đã tổ chức hai cuộc đột kích vào thành phố Zaporozhe nhưng đều không đẩy được quân Đức sang hữu ngạn sông Dniepr. Ngày 23 tháng 9, nguyên soái A. M Vasilevsky ra lệnh ngừng các trận đánh lẻ tẻ để tập trung binh lực chuẩn bị tấn công vượt sông Dniepr và sông Molochnaya.

## Kết quả
Chiến dịch Donbas kéo dài 47 ngày. Các phương diện quân Tây Nam và Nam (Liên Xô) đã đẩy lùi ba tập đoàn quân Đức về tuyến sông Dniepr và sông Molochnaya, thu hồi toàn bộ vùng mỏ Donbas và khu công nghiệp Bắc Donets, tiến về phía Tây từ 250 đến 350 km trên độ dài chính diện mặt trận khoảng 450 km, đánh bại 15 sư đoàn quân Đức, trong đó có 2 sư đoàn xe tăng. Mất vùng mỏ Donbas và khu công nghiệp than - thép này là một đòn nặng nề giáng vào nền kinh tế chiến tranh của nước Đức Quốc xã. Mặc dù tuyến phòng ngự mới của quân đội Đức Quốc xã tạm thời được thiết lập từ Dniepropetrovsk qua Zaporozhe đến Melitopol nhưng quân Đức chỉ trụ lại được một thời gian ngắn tại khu vực phía Bắc, lấy sông Dniepr làm chướng ngại ngăn chặn chính. Ở phía Nam, với con sông Molochnaya hẹp và nông, tuyến phòng ngự của Tập đoàn quân 6 Đức đã dễ dàng bị chọc thủng trong Chiến dịch Nizhni Dnieprovsk diễn ra ngày 23 tháng 9 như một sự tiếp nối liên tục với chiến dịch Donbas.

### Tư liệu
- Trận Donbas

### Bản đồ
- Bản đồ trận sông Dniepr
- Bản đồ chiến dịch Donbas